# Angorakonijn

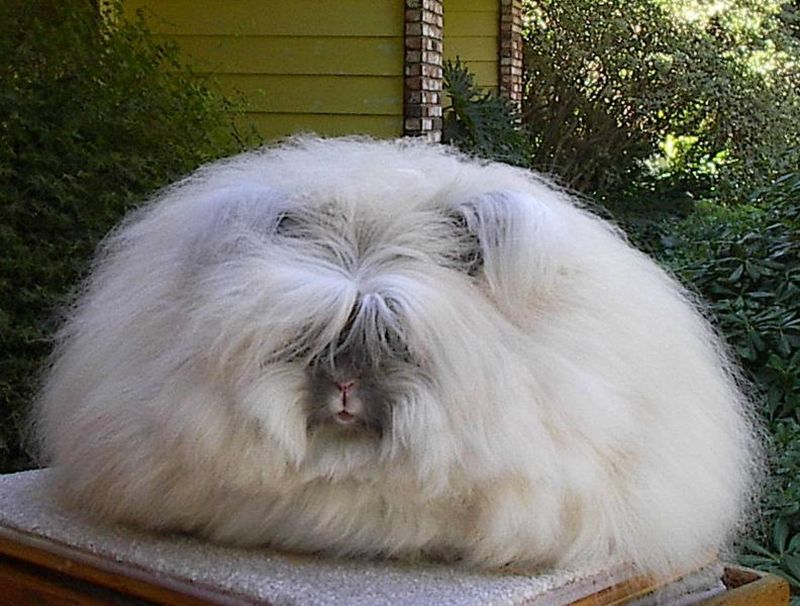
Angorakonijn

Het angorakonijn is een middelgroot konijnenras met een extreem lange vacht. De term Angora verwijst naar de vroegere naam van de Turkse hoofdstad Ankara, gelegen in een streek waar de langharige angorageit gefokt werd. Of het angorakonijn daar ook vandaan komt, is niet duidelijk.
Zoals alle uiterlijke veranderingen bij gedomesticeerde dieren is ook de lange vacht van het angorakonijn door genetisch toeval ontstaan. Sindsdien werd het dier gefokt voor zijn fijne warme wol die gebruikt wordt in de kledingindustrie. Het konijn hoeft daarvoor overigens niet te worden gedood.
De lange vacht kan voor het angorakonijn ernstige problemen opleveren als het dier niet regelmatig wordt geknipt of geschoren. De vacht vervilt en vormt klitten zodat het konijn zijn lichaamswarmte niet meer kwijt kan. Het knippen of scheren van angora's wordt meestal overgelaten aan deskundigen.
Het angorakonijn komt voor in de kleuren zwart, blauw, bruin, geel, wit/roodoog en wit/blauwoog. Het kruisen van angorakonijnen met andere rassen wordt ontraden, eventuele langharige nakomelingen krijgen vaak vachtproblemen. Er zijn verschillende types ontstaan in verschillende landen die het konijn verder hebben gefokt.
Van angorakonijnen wordt gezegd dat ze in het algemeen een vriendelijk karakter hebben.

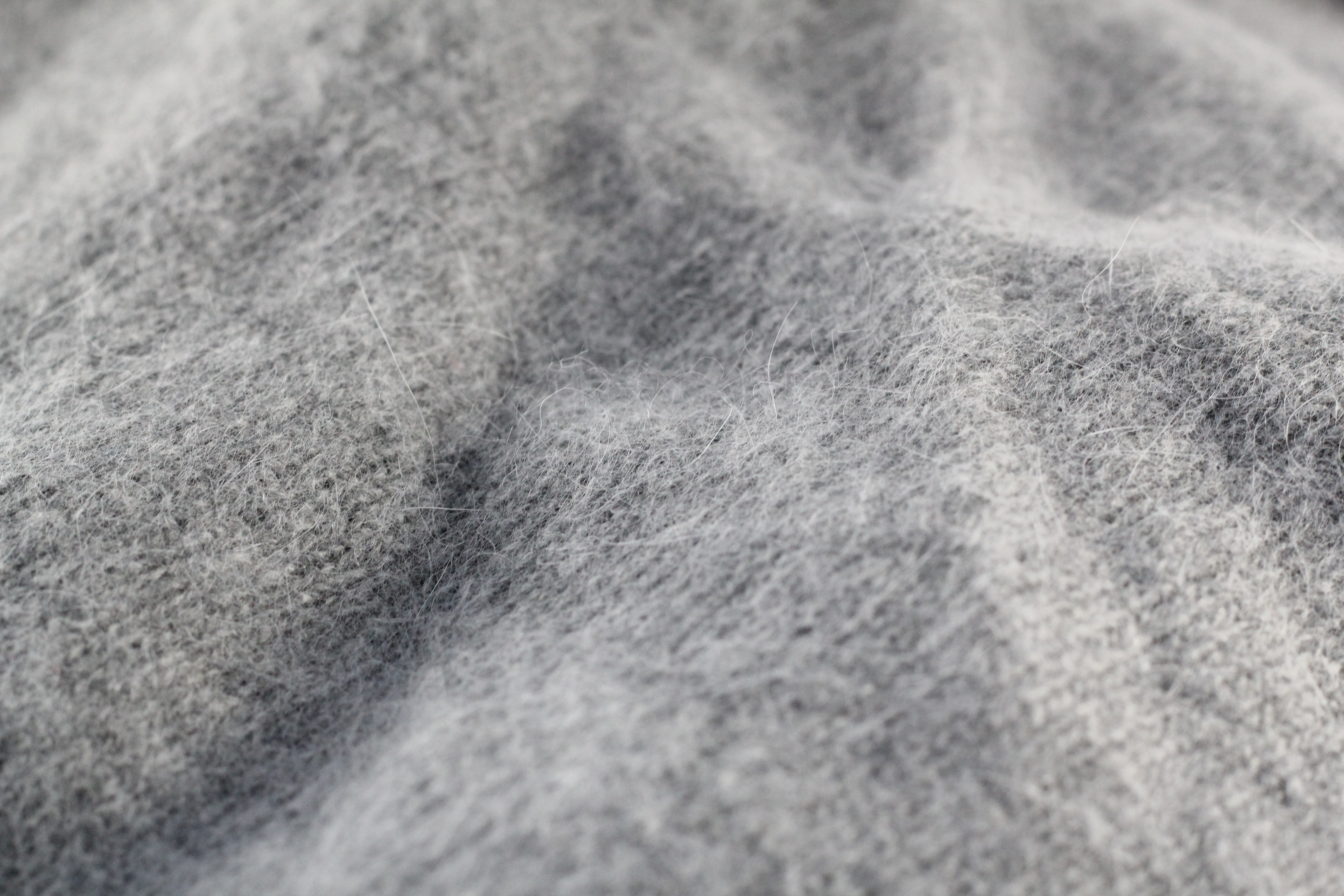
Wollen trui met angorawol

## Kritiek op angorawol
Dierenorganisaties waaronder de Dierenbescherming, PETA en Bont voor Dieren hebben kritiek op de levensomstandigheden van angorakonijnen in (vooral) Aziatische boerderijen en het plukken en scheren van de konijnen. De Partij voor de Dieren bepleit een verbod op angorawol in Nederland.
Naar aanleiding van een verborgencamerafilmpje dat PETA in november 2013 verspreidde waarin een angorakonijn gestript wordt, hebben grote winkelketens als H&M, WE en C&A besloten de inkoop van producten met angorawol op te schorten en de konijnenboerderijen te controleren. H&M staakte de productie van angorawol uiteindelijk definitief.